# Хонгодори (улус)
Хонгодори (рос. Хонгодоры) — село Тункинського району, Бурятії Росії. Входить до складу Сільського поселення Далахай.
Населення — 75 осіб (2015 рік).